# Ferenc Széchényi
Ferenc Széchényi de Sárvár-Felsővidék est un comte hongrois né en 1754 et mort en 1820. Appartenant à une famille de la haute noblesse hongroise, traditionnellement loyale aux Habsbourg, Ferenc Széchényi est un homme des Lumières, patriote et précurseur de l’ère des réformes.

## Biographie
Il est le sixième enfant du comte Zsigmond Széchényi et de la comtesse Mária Cziráky. Il étudie à l'Académie Theresianum (en) et entre dans la fonction publique. L'empereur Joseph le nomme en 1783 adjoint du ban de Croatie Franz Eszterházy. Sous le règne de Joseph II, il est comte-suprême (főispán) et commissaire royal de divers comtés. En raison de l'abolition des droits féodaux par l'empereur Joseph II en 1785, il se retire de la vie politique. 
Il fonde en 1797 avec son beau-frère György Festetics (de) l'Université Georgikon (de), premier institut de recherche agricole en Hongrie, sur une de ses terres à Keszthely, près du lac Balaton. Il réside, durant cette période, souvent à l'étranger. Il reprend d'importantes fonctions sous François II. Il est nommé en 1798  comte-suprême (főispán) de Somogy (en) et commissaire royal de la Drava et de la Duna, Grand-maître de la Chambre (főkamarásmester) en 1799, vice-Juge en chef du royaume (országbíró-helyettes) en 1800. Il est fait chevalier de l'ordre de la Toison d'or en 1808.
Il s'installe à Vienne en 1810 et prend une maison dans le Landstrasse en 1814 dans laquelle il tient un salon littéraire. Széchenyi est un esprit éclairé et un représentant du patriotisme et du nationalisme hongrois émergeant.
Par le don en 1802 de sa très riche collection, il est le fondateur du musée national hongrois. Ses 13 000 imprimés, 1 200 manuscrits, centaines de mappemondes, cartes et estampes forment le noyau de la bibliothèque nationale, renommée depuis en son honneur bibliothèque nationale Széchényi.
Il est membre de plusieurs universités[Quoi ?] étrangères, dont l'université d'Iéna et celle de Göttingen. Il est membre honoraire de l'Académie des Sciences de Vienne en 1812. Opposé à la politique absolutiste de Metternich, il se retire de la vie publique en 1812 et il meurt en 1820.
L'homme politique István Széchenyi est son fils.

## Galerie

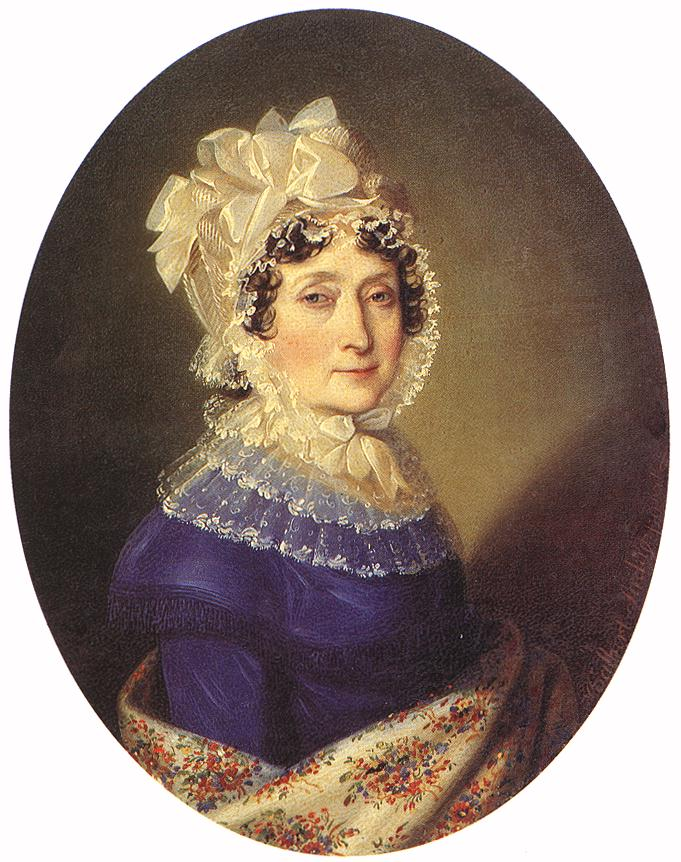
Comtesse Ferenc Széchényi, née Julianna Festetics (1753-1824)
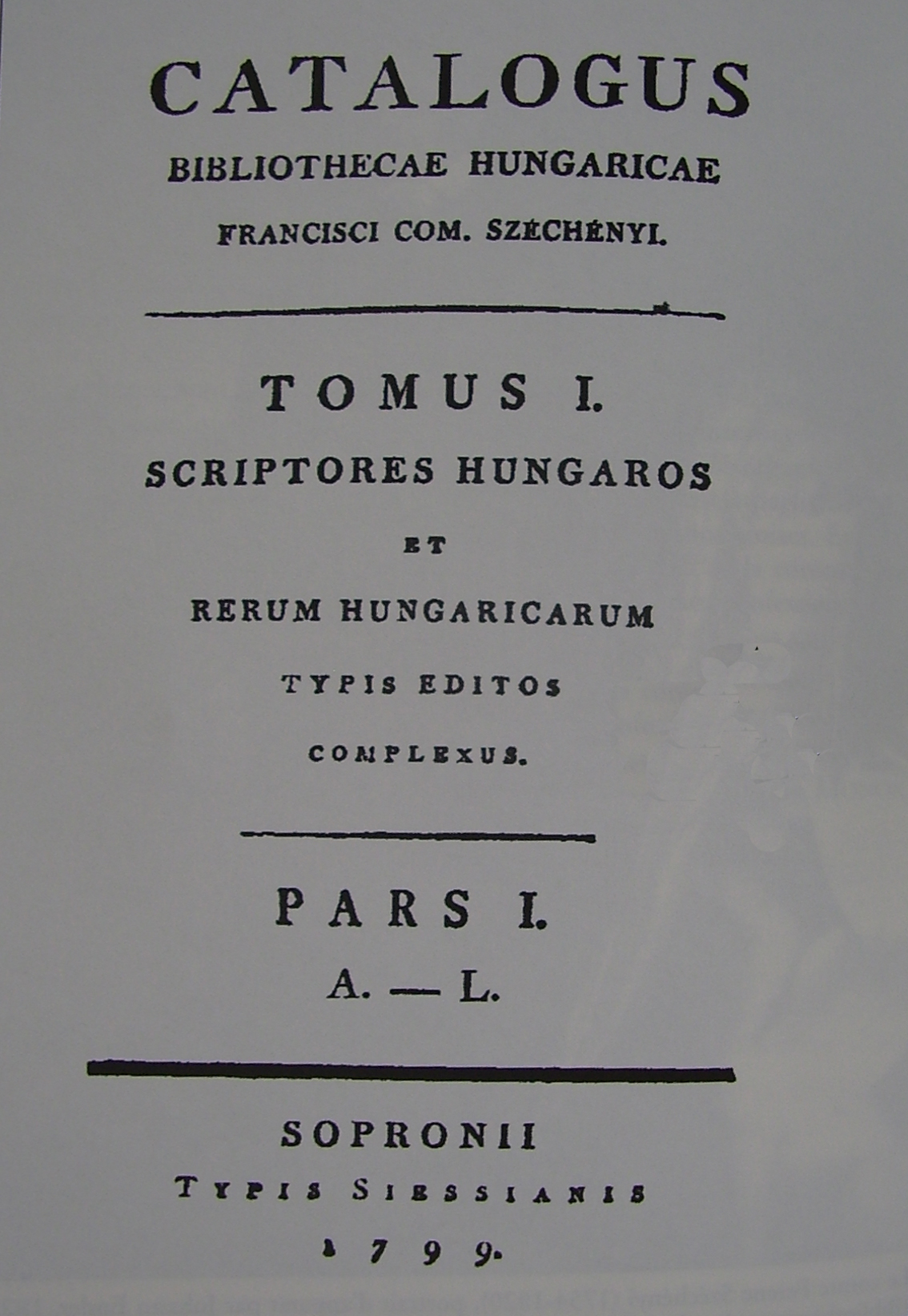
Catalogue des livres de Ferenc Széchényi, imprimé en 1799
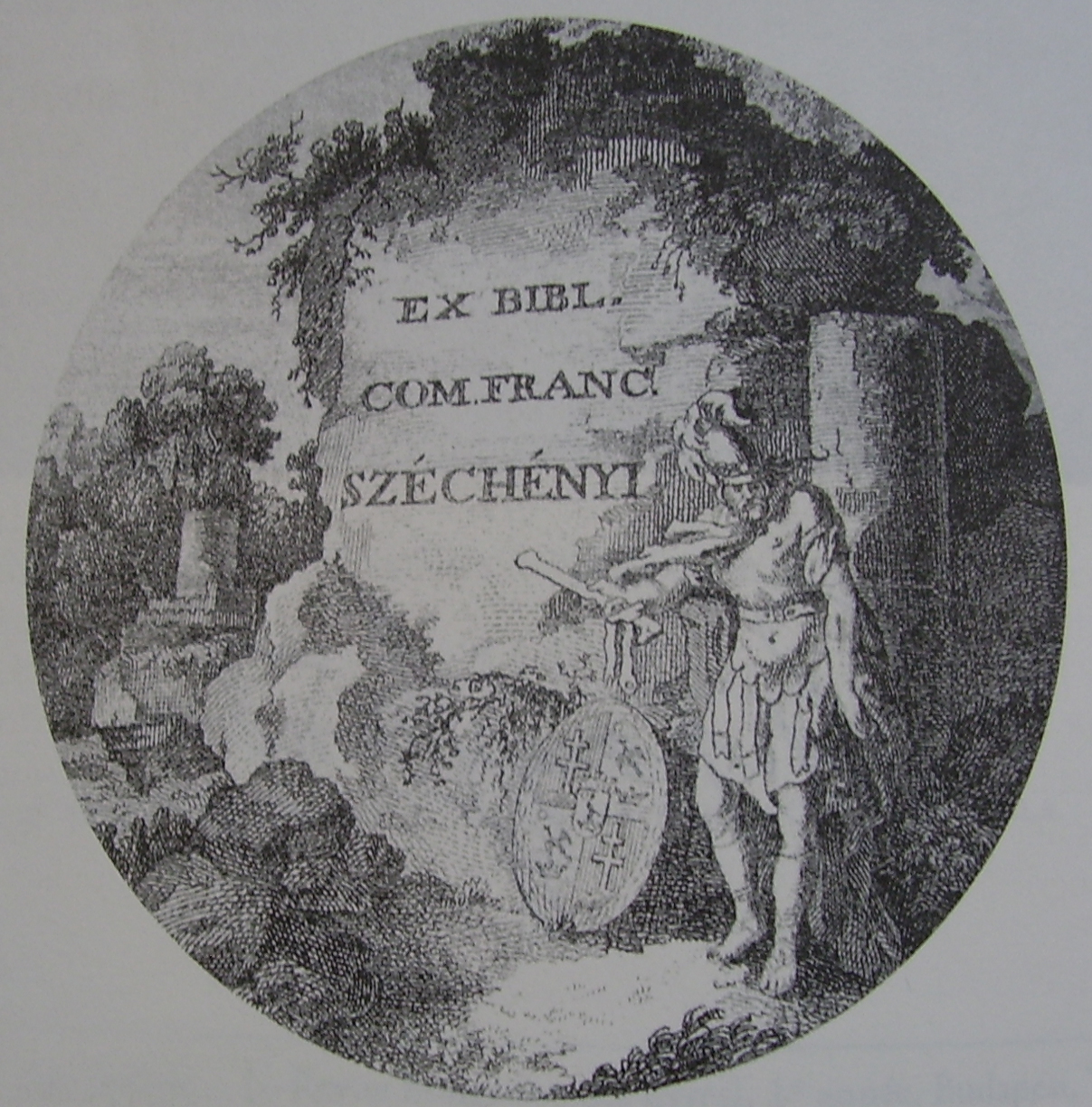
Ex-libris de Ferenc Széchényi